# Бенесат (комуна)
Бенесат (рум. Benesat) — комуна у повіті Селаж в Румунії. До складу комуни входять такі села (дані про населення за 2002 рік):
- Алуніш (663 особи)
- Бенесат (524 особи) — адміністративний центр комуни
- Біуша (592 особи)

Комуна розташована на відстані 395 км на північний захід від Бухареста, 31 км на північний схід від Залеу, 74 км на північ від Клуж-Напоки.

## Населення
За даними перепису населення 2002 року у комуні проживали 1779 осіб.
Національний склад населення комуни:
| Національність | Кількість осіб | Відсоток |
| -------------- | -------------- | -------- |
| румуни         | 1272           | 71,5%    |
| угорці         | 507            | 28,5%    |

Рідною мовою назвали:
| Мова      | Кількість осіб | Відсоток |
| --------- | -------------- | -------- |
| румунська | 1272           | 71,5%    |
| угорська  | 507            | 28,5%    |

Склад населення комуни за віросповіданням:
| Релігія        | Кількість осіб | Відсоток |
| -------------- | -------------- | -------- |
| православні    | 1203           | 67,6%    |
| реформати      | 473            | 26,6%    |
| римо-католики  | 12             | 0,7%     |
| греко-католики | 8              | 0,4%     |
| баптисти       | 6              | 0,3%     |
| п'ятдесятники  | 5              | 0,3%     |
| адвентисти     | 2              | 0,1%     |
| не релігійні   | 1              | 0,1%     |
| атеїсти        | 1              | 0,1%     |